# Templetonia hookeri
Templetonia hookeri är en ärtväxtart som först beskrevs av Ferdinand von Mueller, och fick sitt nu gällande namn av George Bentham. Templetonia hookeri ingår i släktet Templetonia och familjen ärtväxter. Inga underarter finns listade i Catalogue of Life.